# Rennesøy
Rennesøy és un municipi situat al comtat de Rogaland, Noruega. Té 4.856 habitants (2016) i la seva superfície és de 65,51 km². El centre administratiu del municipi és el poble de Vikevåg.